# Orthomorpha dentata
Orthomorpha dentata är en mångfotingart som beskrevs av Carl 1932. Orthomorpha dentata ingår i släktet Orthomorpha och familjen orangeridubbelfotingar. Inga underarter finns listade i Catalogue of Life.